# Kang Je-gyu
Kang Je-gyu, kor. 강제규 (ur. 23 grudnia 1962 w Anyang) – południowokoreański reżyser filmowy.
Jest absolwentem Chungang University. Pierwszy raz został nagrodzony za scenariusz do filmu w 1991 na Korea Youth Film Festival.

## Filmografia
- Well, Let’s Look at the Sky Sometimes (1990)
- Who Saw the Dragon’s Claws (1991)
- Days of Roses (1994)
- Rules of the Game (1994)
- Swiri (1999)
- Braterstwo broni (2004)
- My Way (2011)
- Jang-su Sahng-hoe (2015)